# 土庄绣线菊
土庄绣线菊（学名：Spiraea pubescens）为蔷薇科绣线菊属下的一个种。

## 扩展阅读
- 維基物種上的相關：土庄绣线菊